# تکیه سرپل خواجه
تکیه سرپل خواجه مربوط به دوره صفوی است و در شهرستان صدوق، بخش خضرآباد، شهر ندوشن، محله قلعه واقع شده و این اثر در تاریخ ۷ اسفند ۱۳۸۶ با شمارهٔ ثبت ۲۱۶۹۵ به‌عنوان یکی از آثار ملی ایران به ثبت رسیده است.